# Referendum in Norvegia del 1972
Il referendum in Norvegia del 1972 si tenne il 25 settembre e aveva ad oggetto l'ingresso del Paese nella Comunità economica europea.
Il quesito fu respinto.

## Risultati
| No              | 1 118 281 | 53,51 |  |  |  |  |  |  |
| Sì              | 971 687   | 46,49 |  |  |  |  |  |  |
| Totale          | 2 089 968 | 100   |  |  |  |  |  |  |
|                 |           |       |  |  |  |  |  |  |
| Voti non validi | 5 707     | 0,27  |  |  |  |  |  |  |
| Votanti         | 2 095 675 | 79,22 |  |  |  |  |  |  |
| Elettori        | 2 645 349 |       |  |  |  |  |  |  |

- I dati sono discordanti: sono indicati sia 2.089.968 (sommatoria dei sì e dei no) che 2.089.287 voti validi; sono altresì indicati 6.388 voti invalidi, ma quest'ultimo dato è incoerente col numero dei votanti indicato qualora sia considerato, come dato dei voti validi, quello derivante dalla predetta sommatoria.